# Сеппяля, Теро
Теро Сеппяля (фин. Tero Seppälä; 25 января 1996, Ярвенпяя) — финский биатлонист. Участник Олимпийских игр 2018 года в составе сборной Финляндии.

## Карьера
Представляет клуб Хаапаярвен Киилат.
В международных соревнованиях среди юниоров принимал участие с 2015 года. Участник трёх юниорских чемпионатов мира (2015, 2016, 2017). В личных дисциплинах единственный раз попал в топ-10 на чемпионате 2017 года в Брезно, заняв восьмое место в индивидуальной гонке. В эстафетах был четвёртым (2015, среди 19-летних) и пятым (2017, среди 21-летних).
Во взрослых соревнованиях дебютировал в сезоне 2015/16 на этапе Кубка IBU в Идре, заняв 74-е место в спринте. Первые очки в этих соревнованиях набрал в сезоне 2016/17 на этапе в Арбере, заняв 22-е место в индивидуальной гонке.
В сезоне 2016/17 дебютировал на Кубке мира на этапе в Антхольце, где занял 92-е место в индивидуальной гонке. В 2017 году впервые принял участие в чемпионате мира, но не поднялся выше 71-го места. Первые очки в Кубке мира набрал в сезоне 2017/18 на этапе в Хохфильцене, заняв 24-е место в спринте, в последующих гонках также несколько раз попадал в очки.
Участник зимних Олимпийских игр 2018 года. Стал 20-м в спринте, 25-м в пасьюте, 76-м в индивидуальной гонке и 21-м — в масс-старте. В смешанной эстафете в составе сборной Финляндии занял шестое место.

## Личная жизнь
Отец, Тимо Сеппяля (род. 1968) также был биатлонистом, участвовал в Олимпиаде-1994, где занял шестое место в эстафете.